# Onna hissatsu ken: Kiki ippatsu
Onna hissatsu ken: Kiki ippatsu (女必殺拳 危機一発) è un film del 1974 diretto da Kazuhiko Yamaguchi, conosciuto anche col titolo inglese Sister Street Fighter: Hanging by a Thread. Sequel di I due che spezzarono il racket, uscito lo stesso anno, è il secondo capitolo della saga incentrata sul personaggio di Lee Long.

## Trama
Un uomo in fin di vita dona il suo occhio a Lee Long prima di esalare il suo ultimo respiro. Ma in realtà il suo occhio è un falso di vetro che nasconde un microfilm: microfilm che condurrebbe all'incarcerazione dei colpevoli del furto di un anello di diamanti. Contemporaneamente Birei, figlia di un uomo benestante, scompare e Lee - amica di famiglia - viene convinta a investigare sulla sparizione. Velocemente, questa scopre che Birei è tenuta in ostaggio insieme ad altre ragazze dagli stessi contrabbandieri di diamanti presenti sul microfilm. I ladri del diamante stanno usando le ragazze per trasportare la refurtiva: nascosta all'interno del loro corpo!

## Produzione
Onna hissatsu ken: Kiki ippatsu venne realizzato pochi mesi dopo il suo predecessore, I due che spezzarono il racket, e molti membri del cast come il regista Kazuhiko Yamaguchi e lo sceneggiatore Norifumi Suzuki s'incontrarono di nuovo in questo sequel. Una volta ancora i titoli di testa sono realizzati mentre mostrano Etsuko Shihomi (Lee Long) che si allena con vari tipi di armi di fronte ad uno specchio. La colonna sonora — come accade nel prequel — mixa l'eclettico con le composizioni classiche. Masashi Ishibahi - che aveva già partecipato a I due che spezzarono il racket nel ruolo di Testa di Martello - ritorna nel ruolo di uno dei tre assassini. Compare anche una vasta gamma di nemici, ognuno con una singolare tecnica di combattimento; il finale ricorda molto vagamente quello di I due che spezzarono il racket.